# Aveli Uustalu
Aveli Uustalu (* 28. Oktober 2000) ist eine estnische Skilangläuferin.

## Werdegang
Uustalu nahm von 2017 bis 2020 an Juniorenrennen und an FIS-Rennen teil. Bei den Junioren-Skiweltmeisterschaften 2019 in Lahti belegte sie den 52. Platz über im 15-km-Massenstartrennen, den 31. Rang im Sprint und den 14. Platz mit der Staffel. In der Saison 2019/20 lief sie in Oberstdorf ihr erstes Weltcuprennen, welches sie auf dem 68. Platz im Sprint beendete und errang bei den Junioren-Skiweltmeisterschaften 2020 in Oberwiesenthal den 74. Platz über 5 km klassisch. Nachdem sie zu Beginn der Saison 2020/21 in Otepää estnische Meisterin über 5 km klassisch und im Sprint wurde, holte sie in Lahti mit dem zehnten Platz in der Staffel ihre ersten Weltcuppunkte. Bei den U23-Weltmeisterschaften 2021 in Vuokatti errang sie den 39. Platz im Sprint. Beim Saisonhöhepunkt, den Nordischen Skiweltmeisterschaften 2021 in Oberstdorf, lief sie auf den 55. Platz im Sprint, auf den 20. Rang zusammen mit Johanna Udras im Teamsprint und auf den 14. Platz zusammen mit Kaidy Kaasiku, Keidy Kaasiku und Johanna Udras in der Staffel. In der Saison 2021/22 belegte sie bei den Olympischen Winterspielen 2022 in Peking den 80. Platz über 10 km klassisch, den 64. Rang im Sprint sowie den 16. Platz mit der Staffel und bei den folgenden U23-Weltmeisterschaften in Lygna den 48. Platz über 10 km klassisch sowie den 16. Rang im Sprint.

## Teilnahmen an Weltmeisterschaften und Olympischen Winterspielen

### Olympische Spiele
- 2022 Peking: 16. Platz Staffel, 64. Platz Sprint Freistil, 80. Platz 10 km klassisch

### Nordische Skiweltmeisterschaften
- 2021 Oberstdorf: 14. Platz Staffel, 20. Platz Teamsprint Freistil, 55. Platz Sprint klassisch
- 2023 Planica: 53. Platz Sprint klassisch